# Елшанка (Ульяновский район)
Елшанка  — село в Большеключищенском сельском поселении Ульяновского района Ульяновской области России.

## География
Расположено в 40 км к юго — западу от районного центра — рабочего посёлка Ишеевка, в месте слияния рек Гущи и Свияги, высота центра селения над уровнем моря — 126 м.

## История
По описи 1678 года, деревня Суровчиха принадлежала синбиренину Фаддею Григорьевичу Суровцеву. Затем на этом месте образовалось два села, рядом расположенных селений: села Фроловского (Нижняя Елшанка тож) и села Богородского (Верхняя Елшанка тож). Нижняя Елшанка стояло на левом берегу р. Гущи, недалеко от впадения её в р. Свиягу, а Верхняя — на полверсты севернее Нижней, расположена по обе стороны оврага, в котором течёт речка Чернушка. Речка же Елшанка, от которой село получило название, составляет, живое урочище на северной и северо-восточной границах дачи. 
В 1766 году, владелец села Верхней Елшанки Александр Кудрявцев, стал крёстным отцом историка  Николая Карамзина, родившийся в селе Знаменском (ныне с. Карамзинка). 
В мае 1769 года здесь останавливался для исследования русский учёный-энциклопедист, путешественник, естествоиспытатель Лепёхин, Иван Иванович. 
В 1780 году, при создании Симбирского наместничества, село Богородское, при речке Гуще, вошло в состав Сенгилеевского уезда.
В 1796 году в составе Симбирского уезда Симбирской губернии.
В августе 1817 года, на Елшанской станции были приготовлены лошади под экипаж для вояжа Его Императорского Высочества Великого князя Михаила Павловича.
В Верхней Елшанке каменная церковь была построена в 1824 году помещиком Степаном Егоровичем Топорниным. Престолов в нём три: главный — в честь Казанской иконы Божьей Матери, в приделах — во имя Святителя и Чудотворца Николая и во имя праведных Захарии и Елизаветы. А в 1827 году, ижидивением Елизаветы Петровны и Фёдора Степановича Топорниных в Нижней Елшанке, была построена церковь во имя Казанской Божией Матери.  
Сын  Фёдора Степановича Топорнина штаб-ротмистр Николай Топорнин увлекался разведением рысистых лошадей и организацией скачек. Он одним из первых вступил в учреждённое в Симбирске общество. Из собственных средств регулярно учреждал призы для победителей конных бегов, а в 1855 году выстроил за собственный счёт на симбирском ипподроме несколько павильонов для зрителей по проекту местного архитектора Алексея Чичагова. Кроме этого, у Николая Фёдоровича была суконная фабрика, но в 1862 году он её закрыл, чтобы не отвлекаться от забот, связанных с конезаводом.  
В 1859 году село Елшанка входило в состав 2-го стана Симбирского уезда Симбирской губернии, в котором в 192 дворах жило 1011 человек, имелась церковь. 
В 1890 году открыта здесь церковно-приходская школа.

## Население
| 2010 | 2013  | 2015  |
| ---- | ----- | ----- |
| 1046 | ↗1140 | ↗1151 |

## Инфраструктура
В 1996 — ТОО «Елшанское». Школа, медпункт, население 1229 человек.

## Достопримечательности
- В селе находится Казанская церковь 1824—1827 годов постройки, памятник истории и культуры[13].
- В шести верстах от села Елшанки, по дороге к деревне Карамзинке, есть насыпи, называемые "шанцами"[14][15].

## Транспорт
Из Ульяновска ходит автобус 128 от Центрального автовокзала. 